# Galeria Națională a Scoției
Galeria Națională a Scoției (în engleză National Gallery of Scotland sau Scottish National Gallery) este o galerie de artă, găzduită într-o clădire în stil neoclasic din centrul orașului Edinburgh proiectată de William Henry Playfair. Deschisă publicului în 1859, ea conține colecția națională scoțiană de arte frumoase, cuprinzând artă scoțiană și internațională de la începutul Renașterii până la începutul secolului al XX-lea.